# Mixocera hemithales
Mixocera hemithales är en fjärilsart som beskrevs av Louis Beethoven Prout 1912. Mixocera hemithales ingår i släktet Mixocera och familjen mätare. Inga underarter finns listade i Catalogue of Life.